# Villalba (parroquia)
Villalba(llamada oficialmente Santa María de Vilalba) es una parroquia y una villa española del municipio de Villalba, en la provincia de Lugo, Galicia.

## Otras denominaciones
La parroquia también es conocida por el nombre de Santa María de Villalba.

## Organización territorial
La parroquia está formada por dos entidades de población:
- Corvite
- Vilalba

## Demografía

### Parroquia
| Gráfica de evolución demográfica de Villalba (parroquia) entre 2000 y 2021 |
|                                                                            |
| Datos según el nomenclátor publicado por el INE.                           |

### Villa
| Gráfica de evolución demográfica de Vilalba (villa) entre 2000 y 2021 |
|                                                                       |
| Datos según el nomenclátor publicado por el INE.                      |